# (1975) Pikelner
(1975) Pikelner (1969 PH) – planetoida z pasa głównego asteroid okrążająca Słońce w ciągu 4,69 lat w średniej odległości 2,8 j.a. Odkryta 11 sierpnia 1969 roku.